# レナード・ヘイフリック
レナード・ヘイフリック（Leonard Hayflick, 1928年5月20日 - 2024年8月1日）は、アメリカ合衆国の生物学者。専門は解剖学、老年学。カリフォルニア大学サンフランシスコ校教授。

## 経歴
フィラデルフィア生まれ。1946年ペンシルベニア大学に入学して間もなく陸軍に入隊し、1948年に復学、1951年に卒業し教養学（化学、微生物学）の学士号を取得。1956年に同大学院からPh.D.を取得し、テキサス大学ガルベストン校でポスドクとなった。1958年にウィスター研究所助手となり、1968年スタンフォード大学教授、1982年フロリダ大学教授に就任、1988年から現職。
ヘイフリックの研究は細胞分裂の分野で最もよく知られ、ヒトの正常な体細胞は生涯のうち約50回しか分裂できず、アポトーシスによって死滅することを示した（ヘイフリック限界）。それにより、アレクシス・カレルよって1908年に提唱された「脊椎動物の細胞は無期限に分裂する可能性があり、不滅である」という論文を反証した。また、1962年には胎児の肺に由来する繊維芽細胞WI-38株（Wistar Institute-38）を樹立・培養し、各種ワクチンの開発にも携わっている。
2024年8月1日、カリフォルニア州シーランチの自宅で死去。

## 著書
- 『人はなぜ老化するのか』 川島誠一郎 訳 日本経済新聞社 1983年
- 『人はなぜ老いるのか』 今西二郎、穂北久美子 訳 三田出版会 1996年